# Johann Gottfried Langermann
Johann Gottfried Langermann (Dresda, 8 agosto 1768 – Berlino, 5 settembre 1832) è stato uno psichiatra tedesco.

## Biografia
Inizialmente studiò legge a Lipsia, poi si trasferì presso l'Università di Jena, dove rivolse i suoi interessi alla medicina. A Jena ebbe come istruttori Christoph Wilhelm Hufeland (1762-1836) e il filosofo Johann Gottlieb Fichte (1762-1814). Nel 1797 conseguì il dottorato in medicina con una tesi sulla diagnosi e il trattamento della malinconia.
Lavorò per molto tempo come medico in una casa a Torgau, e dal 1805 al 1810 fu direttore dell'istituto psichiatrico di Bayreuth. Successivamente, fu nominato direttore del Prussian Health Services.
Durante la sua carica a Bayreuth trasformò un'ex penitenziario in una clinica per i malati mentali.

## Attività
Fu un seguace della dottrina medica del vitalismo di Georg Ernst Stahl (1660–1734), da lui condivisa senza riserve, e che a suo giudizio trovava un corrispettivo filosofico nell'idealismo tedesco.
È annoverato tra i più noti rappresentanti dell'indirizzo medico psichico che nel dualismo mente-corpo attribuiva alle malattie mentali un'origine psicogena, cioè causata da problematiche interne all'anima, ritenendo che queste non fossero la ripercussione per simpatia di disturbi somatici, ma il contrario.
Fondò istituti psichiatrici a Siegburg e Leubus.
Il 1º gennaio 1811 fu eletto membro della Leopoldina (con la matricola 1038a).
Uno dei principali successi di Langermann fu di aver messo in pratica le visioni prevalentemente teoriche della medicina romantica circa la natura delle malattie mentali.

## Pubblicazioni
- De methodo cognoscendi curandique animi morbos stabilienda, 1797 (dissertazione).
- Bericht des Medicinal-Raths Dr. Langermann, die Veränderungen in dem Bayreuther Irrenhaus betreffend, Bayreuth, 1804.
- Über den gegenwärtigen Zustand der psychischen Heilmethoden der Geisteskrankheiten und über die erste zu Bayreuth errichtete psychiatrische Heilanstalt, in: Medizinisch-chirurgische Zeitung, vol. 4, 1805, pp. 90–93.
- Come editore e curatore di: August Friedrich Schweigger, Über Kranken- und Armen-Anstalten zu Paris, Bayreuth, J. A. Lübeck, 1809, riguardante l'Ospizio di Charenton.